# Судоремонтная Техническая Станция
Судоремо́нтная Техни́ческая Ста́нция — село в Кизлярском районе Дагестана. Входит в состав Крайновского сельсовета.

## Географическое положение
Село находится в устье канала Старый Терек, на берегу Кизлярского залива, на расстоянии 65 км к востоку от города Кизляр, административного центра района.

## Население
| 1970 | 1989 | 2002 | 2010 | 2021 |
| ---- | ---- | ---- | ---- | ---- |
| 352  | ↘253 | ↘28  | ↗38  | ↗74  |

### Половой состав
По данным Всероссийской переписи населения 2010 года, в селе проживало 38 человек (20 мужчин и 18 женщин).

### Национальный состав
По результатам Всероссийской переписи населения 2010 года:
| № | Национальность | Численность, чел. | Доля   |
| - | -------------- | ----------------- | ------ |
| 1 | даргинцы       | 22                | 57,9 % |
| 2 | аварцы         | 7                 | 18,4 % |
| 3 | другие         | 9                 | 23,7 % |